# 蓋爾默纜車

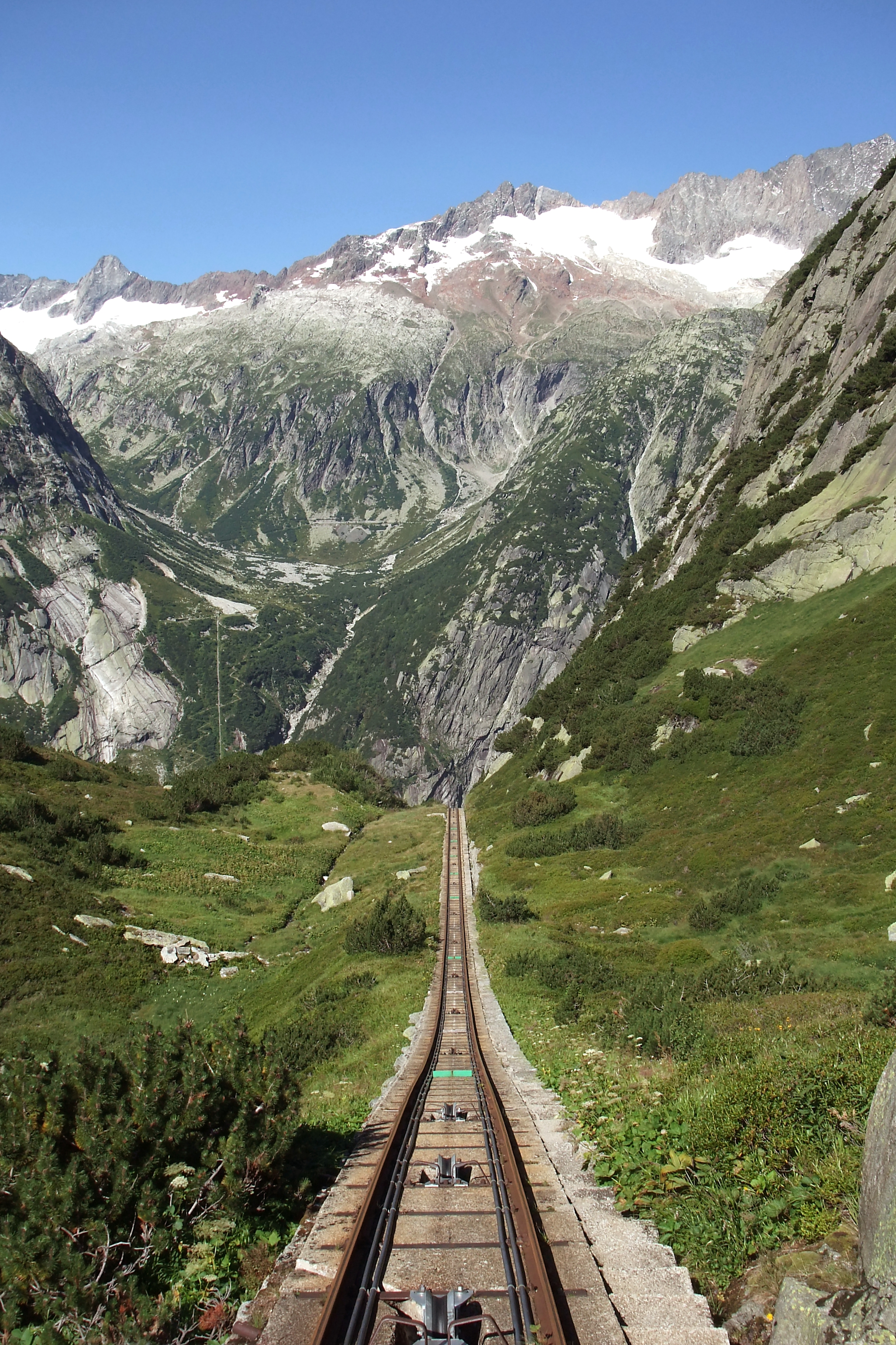
自行駛於山坡上的纜車俯瞰

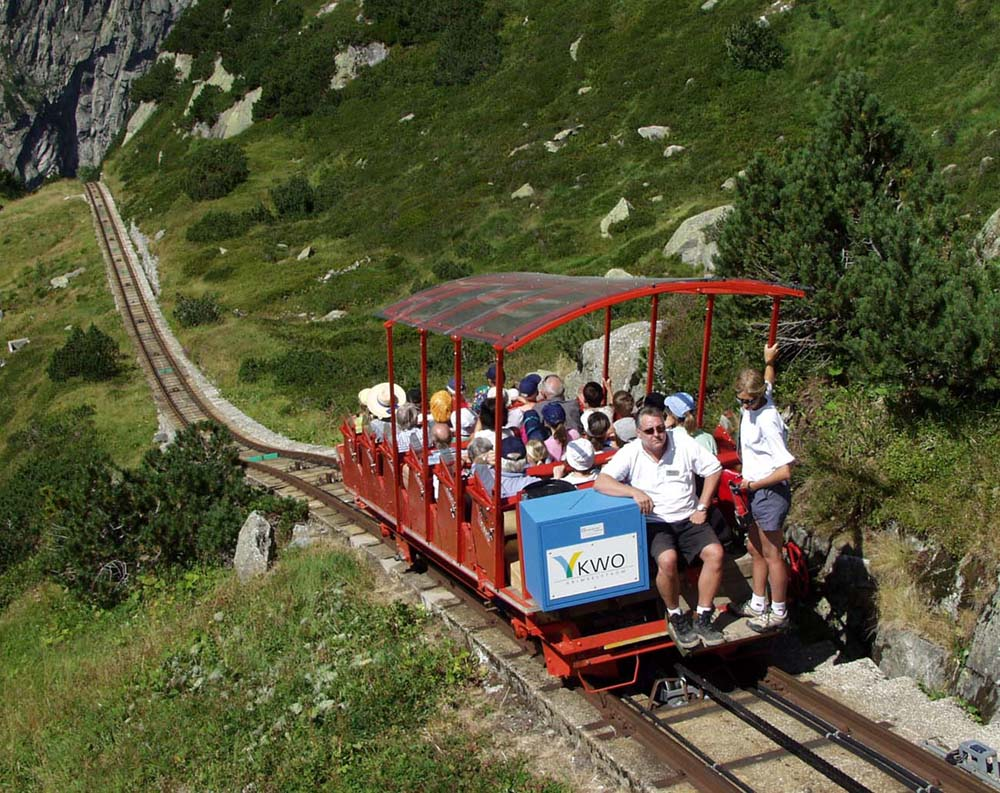
剛駛離車站的纜車

蓋爾默纜車（德語：Gelmerbahn）是位於瑞士伯恩州的地面纜車，連結位在阿爾河上游奥伯哈斯里地區的漢德格與位在古坦嫩的蓋爾默湖。
直至斯圖斯纜車於2017年啟用前，蓋爾默纜車曾是歐洲最陡的纜車，最大坡度達到106％。纜車終點的漢德格鄰近格里姆塞山口，可搭乘汽車及不定期的瑞士郵政車輛前往。

## 歷史
蓋爾默纜車原是為興建蓋爾默湖水庫而於1926年建造的貨物用纜車，負責運輸建材至水庫的施工現場。纜車於2001年開放給公眾使用，目前由瑞士能源供應公司Kraftwerke Oberhasli營運，於每年6月初至10月開放。

## 外部連結
- Kraftwerke Oberhasli有關蓋爾默纜車 （页面存档备份，存于）

46°36′49″N 8°18′31″E / 46.613575°N 8.308555°E